# Sphinx engelhardti
Sphinx engelhardti är en fjärilsart som beskrevs av Clark 1916. Sphinx engelhardti ingår i släktet Sphinx och familjen svärmare. Inga underarter finns listade i Catalogue of Life.